# 가미류몬촌
가미류몬촌(上龍門村)은 나라현 중부, 요시노군에 속해있던 촌이다. 현재의 우다시에 해당한다.

## 역사
- 1889년 4월 1일 - 정촌제 시행에 의해 요시노군 가미류몬촌이 성립하였다.
- 1942년 2월 11일 - 우다군 마쓰야마정, 간베촌, 요시노군 세이지촌과 신설합병해 우다군 오우다정이 성립하여, 동일 가미류몬촌은 소멸하였다.